# Eglefí
|  | No s'ha de confondre amb Abadejo. |

L'eglefí (Melanogrammus aeglefinus) és una espècie de peix teleosti de l'ordre dels gadiformes, que està distribuït a les dues bandes de l'oceà Atlàntic nord. És un peix comestible popular i molt pescat comercialment.
Mesura entre 30 i 90 cm, i pot arribar a una mida màxima d'uns 112 cm. Té una característica taca i una línia fosca al llarg de cada costat, clars. Viu entre els 40 i 133 metres de fondària però pot arribar als 300 metres.
L'any 2010, Greenpeace International va afegir aquesta espècie a la seva llista roja de peixos en perill.

## Descripció
L'eglefin té la forma del cos allargada i afilada típica dels membres de la família del bacallà. Té una boca relativament petita que no s'estén per sota de l'ull; amb el perfil inferior de la cara recte i el perfil superior lleugerament arrodonit, això dona al seu musell un característic perfil en forma de falca. La mandíbula superior es projecta més enllà de la inferior més que el bacallà atlàntic. Hi ha un barb més aviat petit a la barbeta. Hi ha tres aletes dorsals, la primera és de forma triangular i aquestes aletes dorsals tenen de 14 a 17 raigs d'aleta a la primera, de 20 a 24 a la segona i de 19 a 22 a la tercera. També hi ha dues aletes anals i en aquestes hi ha de 21 a 25 raigs d'aleta en el primer i de 20 a 24 raigs d'aleta en el segon. Les aletes anal i dorsal estan totes separades entre si. Les aletes pèlviques són petites amb un primer raig d'aleta allargat.
La part superior del cos de l'eglefin varia de color des del marró gris fosc fins a gairebé negre, mentre que la part inferior del cos és de color blanc platejat apagat. Té una línia lateral negra distintiva que contrasta amb el color de fons blanquinós i que es corba lleugerament sobre les aletes pectorals. També té una taca negra ovalada o "empremta digital", de vegades anomenada "empremta del diable", que es troba entre la línia lateral i l'aleta pectoral, una característica que porta al nom del gènere Melanogrammus que deriva del grec "melanos" que significa "negre" i "gramma" que significa lletra o senyal. Les aletes dorsal, pectoral i caudal són de color gris fosc, mentre que les aletes anals són pàl·lides que coincideixen amb el color dels costats platejats, amb taques negres a les seves bases. Les aletes pèlviques són blanques amb una quantitat variable de taques negres. De tant en tant s'enregistren variants de colors diferents que poden estar barrades, daurades a l'esquena o mancar de la taca fosca de l'espatlla.
L'eglefin més llarg registrat era de 94 centímetres de llarg i pesava 11 quilograms. Tanmateix, l'eglefin rarament supera els 80 cm de llargada i la gran majoria dels eglefinos capturats al Regne Unit mesuren entre 30 i 70 cm. A les aigües de l'est del Canadà, l'eglefin oscil·la en mida de 38 a 69 cm de llargada i de 0,9 a 1,8 kg de pes.

## Distribució

Aletes, barb i línia lateral en un eglefino. L'eglefin té tres aleta dorsals i dues aletes anals.

L'eglefin té poblacions a banda i banda de l'Atlàntic nord, però és més abundant a l'Atlàntic oriental que al vessant nord-americà. A l'Atlàntic nord-est es troba des del Golf de Biscaia al nord fins a Spitzbergen; tanmateix, és més abundant al nord del Canal de la Mànega. També es troba al voltant de Nova Terra i el mar de Barents a l'Àrtic. Les poblacions més grans es troben al Mar del Nord, davant de les Illes Fèroe, davant d'Islàndia i la costa de Noruega, però es tracta de poblacions discretes amb poc intercanvi entre elles. A prop d'Amèrica del Nord, l'eglefin es troba des de l'oest de Groenlàndia al sud fins a Cap Hatteras, però el principal stock de pesca comercial es troba a Cape Cod i els Grans Bancs de Terranova.

## Hàbitat i biologia
L'eglefin és una peix demersal que es troba a profunditats des de 10 a 450 m, tot i que es registra amb més freqüència a 80 a 200 m. Es troba sobre substrats formats per roca, sorra, grava o petxines i prefereix temperatures d'entre 10 °C. A prop d'Islàndia i al mar de Barents, l'eglefin pateix extenses migracions, però al nord-oest de l'Atlàntic els seus moviments són més restringits, consistents en moviments cap a i des de les seves zones de desove. Arriben a la maduresa sexual als 4 anys en els mascles i als 5 anys en les femelles, excepte la població del mar del Nord que madura als 2 anys en els mascles i als 3 anys en les femelles. La proporció global de sexes és aproximadament d'1:1, però a les zones menys profundes predominen les femelles, mentre que els mascles mostren una preferència per les aigües més llunyanes.
La fecunditat de les femelles varia segons la mida: un peix de 25cm de llargada porta 55.000 ous mentre que un peix de 91 cm té 1.841.000 ous. La posta té lloc des de profunditats d'aproximadament 50 a150. A l'Atlàntic nord-oest la posta dura de gener a juliol, encara que no es produeix simultàniament a totes les zones, i a l'Atlàntic nord-est la posta va de febrer a juny, amb un màxim al març i abril. Els ous són pelàgics amb un diàmetre de 1,2 a 1,7 mm i triguen entre una i tres setmanes a eclosionar. Després de la metamorfosi, els peixos larvaris del passat romanen pelàgics fins que assoleixen una longitud d'aproximadament 7 cm, quan s'instal·len en un hàbit demersal. La seva taxa de creixement mostra una variació regional considerable i els peixos a un any poden mesurar 17 a 19cm, als 2 anys 25 a 36 cm, fins a 75 a 82 cm als 13 anys. La seva vida útil és d'uns 14 anys. Els llocs de desove més importants es troben a les aigües de la costa central de Noruega, al sud-oest d'Islàndia, i al Georges Banc. Els peixos que desoven a les aigües costaneres són normalment peixos més petits i joves que els que es troben a les zones d'alta mar. Els peixos més joves tenen una temporada de posta que és menys de la meitat de la de les poblacions més grans i vells en alta mar. Un cop eclosionades, les larves no semblen viatjar lluny dels seus llocs de desove, però algunes larves que desoven a la costa oest d'Escòcia són transportades al mar del Nord a través de la bretxa Fair Isle-Shetland o al nord-est de les Shetland.
En els seus estadis larvaris, l'eglefin s'alimenta principalment dels estadis immadurs dels Copèpodes i de les postlarves pelàgiques de fins a 3-10 cm de longitud depreden les larves de krill, Larvaceas, decàpodes, copèpodes i peixos petits. Un cop han arribat a l'etapa sedentària, demersal i postlarvària, els invertebrats bentònics adquireixen una importància creixent si bé encara s'alimenten d'organismes pelàgics com el krill, però els invertebrats bentònics formen una part creixent de la seva dieta a mesura que creixen. Els adults s'alimenten de peixos com ara l'anguila de sorra, Trisopterus esmarkii, solla americana, gobi,Amploia i Areng, així com el capelí, els Argentínids, l'anguila americana i els Argentínids. Quan es prenen diversos peixos al mateix temps tenen mostres del contingut de l'estómac, la majoria d'estómacs contenen preses similars, això suggereix que els eglefinos s'alimenten en bancs. Els mariscs, eriçons de mar, brittlestars i cucs també són preses importants, especialment a l'hivern. L'eglefin juvenil és una presa important per als peixos demersals més grans, inclosos altres gadoids, mentre que les foques depreden els peixos més grans.
Les taxes de creixement registrades de l'eglefin van experimentar un canvi significatiu entre els anys 30 i 40 anys fins al 2011 El creixement ha estat més ràpid en els darrers anys, i l'eglefin va assolir la mida adulta molt abans del que es va assenyalar fa 30-40 anys. Tanmateix, es desconeix el grau en què aquests peixos més grans i joves contribueixen a l'èxit reproductiu de la població. Les taxes de creixement de l'eglefino, però, s'han alentit en els últims anys. Hi ha algunes evidències que indiquen que aquestes taxes de creixement més lentes poden ser el resultat d'una classe d'anys excepcionalment gran l'any 2003. L'estoc d'eglefin té periòdicament una productivitat superior a la normal; per exemple el 1962 i el 1967, i en menor mesura, el 1974 i el 1999. Aquests donen lloc a una distribució més meridional dels peixos i tenen un fort efecte sobre la biomassa de l'estoc reproductor, però a causa de l'elevada mortalitat per pesca, aquests revifaments no no té cap efecte durador sobre la població.

## Paràsits
El bacallà i les espècies relacionades estan plagats per paràsits. Per exemple, el cuc del bacallà, Lernaeocera branchialis, comença la vida com un copèpode, un petit crustaci larva que neda lliurement. El primer hoste utilitzat pel cuc del bacallà és un peix pla o cicloptèrid, que capturen amb uns ganxos a la part davantera del seu cos. Penetren al xuclador amb un filament prim que utilitzen per xuclar-li la sang. Els cucs de bacallà nodrits s'aparellen després amb el xuclador.
El cuc femella, amb els seus ous ara fecundats, troba aleshores un bacallà, o un peix semblant al bacallà com l'eglefí. Allà, el cuc s'aferra a les brànquies mentre es metamorfosi en un cos gruixut, sinusoïdal i semblant a un cuc, amb una massa enrotllada de cordes d'ou a la part posterior. La part davantera del cos del cuc penetra el cos del bacallà fins que entra al bulb posterior del cor de l'hoste. Allà, fermament arrelada al sistema circulatori del bacallà, la part davantera del paràsit es desenvolupa com les branques d'un arbre, arribant a l'artèria principal. D'aquesta manera, el cuc extreu els nutrients de la sang del bacallà, romanent amb seguretat sota la coberta branquial del bacallà fins que allibera una nova generació de cries a l'aigua.

## Taxonomia i etimologia
L'eglefin va ser descrit formalment per primera vegada Descripció de l'espècie com a Gadus aeglefinus l'any 1758 per Carolus Linnaeus a la 10a edició del volum un dels seus Systema naturae amb un tipus localitat indicat com a "mars europeus". El 1862 Theodore Nicholas Gill va crear el gènere Melanogrammus amb M. aeglefinus com la seva única espècie. El nom genèric Melanogrammus significa "línia negra", una referència a la línia lateral negra d'aquesta espècie. El nom específic és una llatinització dels noms vernacles “Egrefin” i “Eglefin”, utilitzats a França i Anglaterra.